# Нидж
Ни́дж (азерб. Nic, удин. НыъжӀ, НиъжӀ) — посёлок в Габалинском районе Азербайджана, место компактного проживания удин. Расположен в 20 км к юго-западу от райцентра Габала. Население — около 7000 человек.
Нидж — большой посёлок, площадью около 100 км², окружённый возделанными землями. Застроен домами с большими приусадебными участками, засаженными плодовыми деревьями. Названия кварталов — «концов» (шакка), на которые делится посёлок: Фалчулу, Манджулу, Агъдаьлаьки, Маьликли, Фаьримли, Малбел, Ваьзири, Даьлаькли, Джирмаьлаь, Дарамаьлаь,Ташпулаг, Даьрабагъ, Къожаьбаьли, ПуьцӀуьли, Йалгашлы и Абдаллы. Абдаллы, Йалгашлы и Ташпулаг заселены азербайджанцами.

## История
В 1807 году христиане Варташена и Ниджа, вынужденные платить специальную подать шекинскому хану Джафар-кули-хану, обратились к российскому царю Александру I с просьбой взять их под свою защиту.
В 1813 году Шекинское ханство было присоединено к России. В 1854 году в Нидже открылась первая удинская школа. Среди учителей имелись местные жители-удины. Для продолжения образования удины ездили на учёбу в Москву, Козлов (коммерческое училище), Гори (духовная семинария), Тифлис (средняя коммерческая школа). В 1931—1933 годах обучение удин велось на родном языке, с 1937 года — на азербайджанском и русском.
После того, как в начале 1990-х годов в ходе Карабахского конфликта удины наряду с армянским населением были вынуждены покинуть Варташен (ныне Огуз), Нидж стал единственным местом компактного проживания удин в Азербайджане.

## Население
В описании Шекинской провинции за 1819 год упоминается «татарская» (азербайджанская) деревня Ниджъ.
В дореволюционной литературе можно встретить указания об удинском составе населения Ниджа. В колонке под названием «Главнейшие сведения о горских племенах, на которые распространяется деятельность Общества восстановления Православного Христианства на Кавказе», опубликованной в газете «Кавказ» № 48 от 1868 года, говорилось, что «удины живут в двух деревнях Нухинского уезда: Варташени и Нидж; их считают теперь около 750 семейств, именно в первом селении 400, а во втором 350».
Е. Г. Вейденбаум в своём «Путеводителе по Кавказу» (1888) указывал, что удины, или уды, обитают только в селениях Варташен и Ниж Нухинского уезда.
В 1902 году кавказовед Карл Ган писал, что село Нидж было населено удинами, отмечая, что удины Ниджа, в отличие от православных удин из Варташена, исповедовали армяно-григориянское христианство, из-за чего назывались «армянами».
О том, что Нидж населяют удины, писал в своей диссертации на степень доктора медицины А. А. Арутинов, чья работа были издана в 1905 году.
В Памятной книжке Елисаветпольской губернии на 1910 год указывается селение Ниджъ Ниджского сельского общества с населением 10084 человек. Жители обозначаются как удины и «татары» (азербайджанцы).
| | Всего жителей | удин | удин-григорианцев | удин-суннитов | армян | татар (азербайджанцев) | примечание                   |
| --- | ------------- | ---- | ----------------- | ------------- | ----- | ---------------------- | ---------------------------- |
| «Кавказский календарь» за 1884 год                                                                    | 4116          |      |                   |               |       |                        | 2 армянские церкви, 2 мечети |
| «Кавказский календарь» за 1885 год                                                                    | 4126          |      | 3928              | 198           |       |                        |                              |
| Свод статистических данных о населении Закавказского края, извлечённых из посемейных списков 1886 г.. | 5084          | 4553 |                   |               | 28    | 503                    |                              |
| «Кавказский календарь» за 1907 год                                                                    | 5580          |      |                   |               | 4863  | 717                    |                              |
| «Кавказский календарь» за 1908 год                                                                    | 5581          |      |                   |               | 5076  | 505                    |                              |

### Современные данные
По результатам Азербайджанской сельскохозяйственной переписи 1921 года, Нидж с 13 отсёлками (Меликлы, Ячагаши, Малбел, Даланлы, Джир, Дара, Годжа-Беллы, Керимлы, Дарабах, Абдаллы, Фаримлы, Везирлы, Буцулу) образовывал Ниджское сельское общество Нухинского уезда Азербайджанской ССР. Общее количество населения — 2940 человек. Число хозяйств — 740. Преобладающая национальность обозначалась удинами.
По всесоюзной переписи 1979 года население Ниджа составляло 5914 человек. Из них удин — 4528 человек (76,6 %), азербайджанцев — 1109 (18,8 %), армян — 137, лезгин — 82, русских − 18, евреев — 8 человек.
По данным социолингвистических исследований, проведённых в регионе в конце 1990-х годов Международным летним Институтом лингвистики, из шеститысячного населения посёлка 4000 составляли удины, оставшееся число составляли азербайджанцы, а также отмечалось присутствие некоторого числа лезгин.

### Динамика численности населения
Наиболее достоверные ранние сведения о численности удин относятся к последней четверти XIX века: в 1880 году — 10 тыс. В конце ХIХ столетия — 8 тыс. В 1910 году было около 5900 удин. В 1897 году удин насчитывалось около 4 тыс.; перепись 1926 года зафиксировала 2500, 1959 года — 3700, 1979 года — 7000 удин.

## Образование
В Нидже действуют 5 средних школ, из них в трёх школах обучаются удины (школы № 1, 2, 5), и две школы, в которых обучение ведётся на азербайджанском языке (школы № 3, 4).

## Известные уроженцы
- Кечаари, Георгий Аветисович — удинский и азербайджанский писатель, просветитель, общественный деятель и учёный.
- Мобили, Роберт Багратович — председатель Албано-удинской христианской общины Азербайджана.
- Кукунян, Саргис Мовсесович - армянский генерал удинского происхождения, участвовал в армянском национально-освободительном движении.

## Медицина
В Нидже действует больница.
До 1990 г. действовал также роддом при ниджской больнице.

## Фотогалерея

Нидж
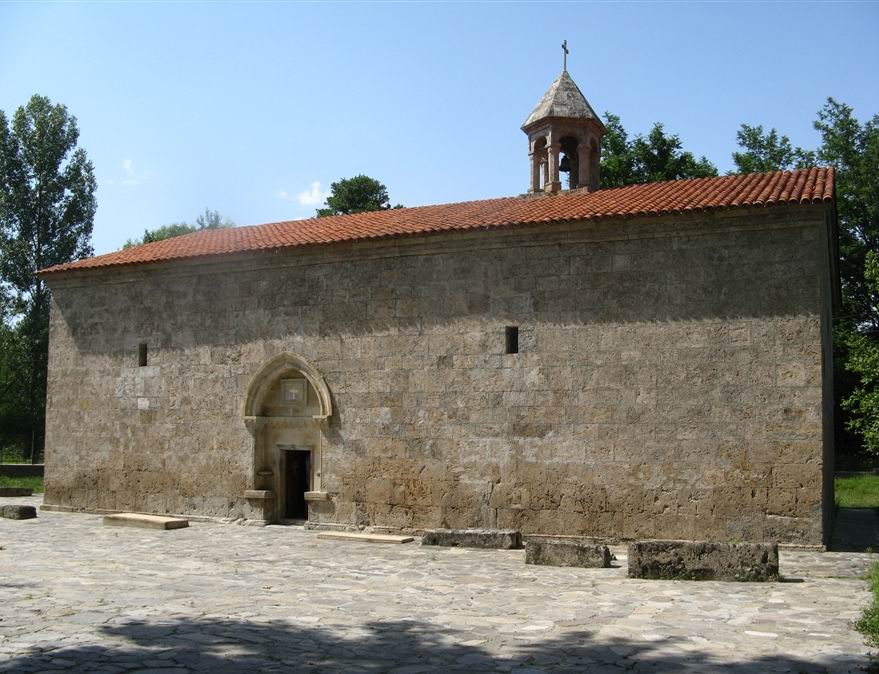
Церковь Святого Елисея. В 2005 г. в ходе её реставрации, осуществляемой при финансовой поддержке Норвежской гуманитарной организации, были уничтожены высеченные на стенах храма армянские надписи, после чего норвежское финансирование было прекращено[14][15][16] (см. Фальсификация истории в Азербайджане).
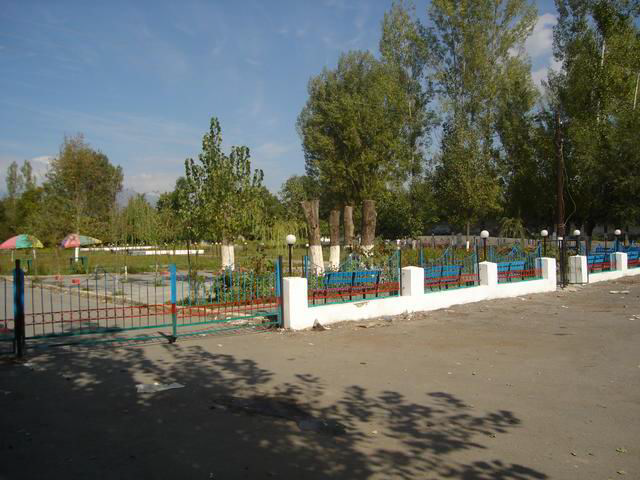
Центр Ниджа
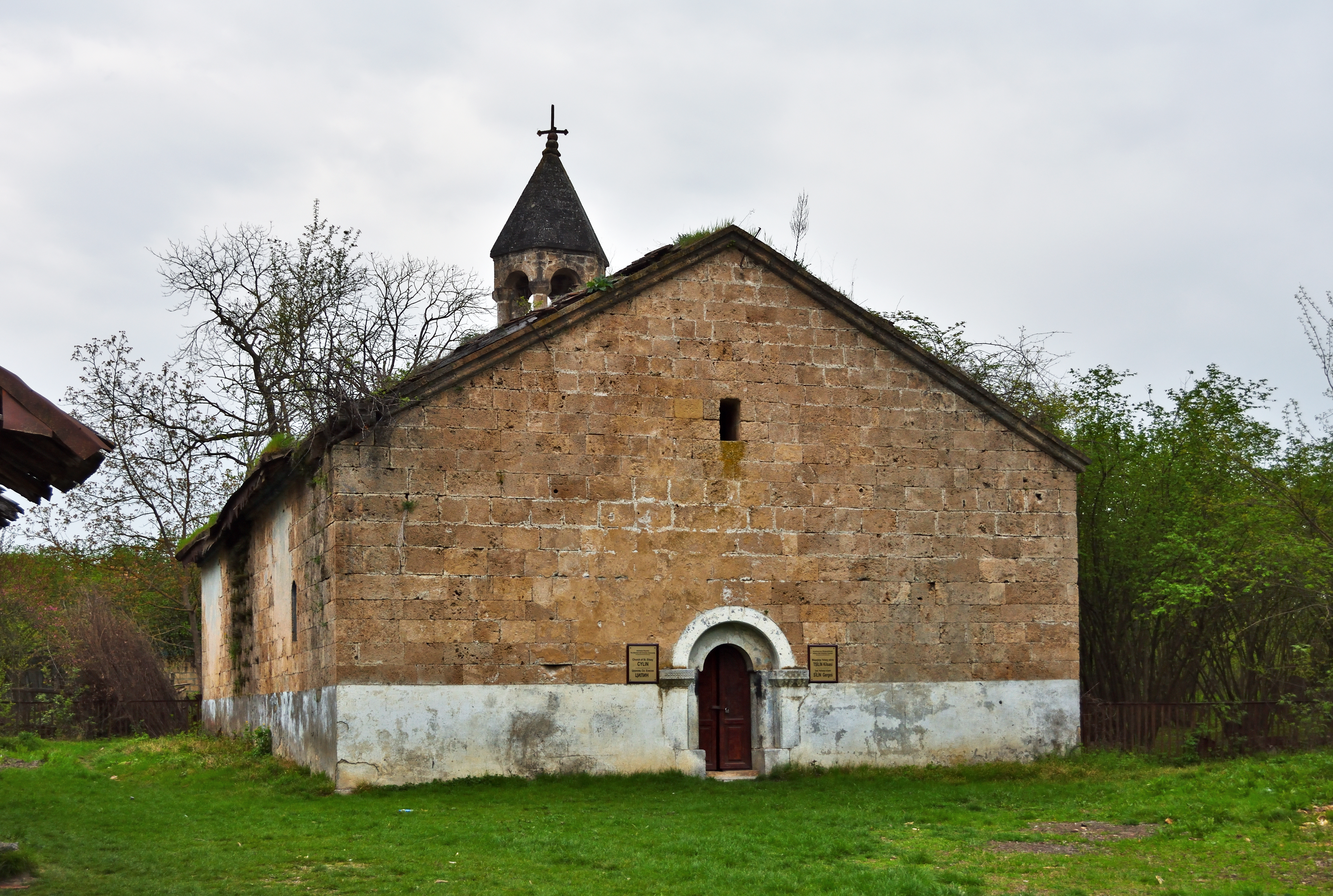
Церковь в Нидже
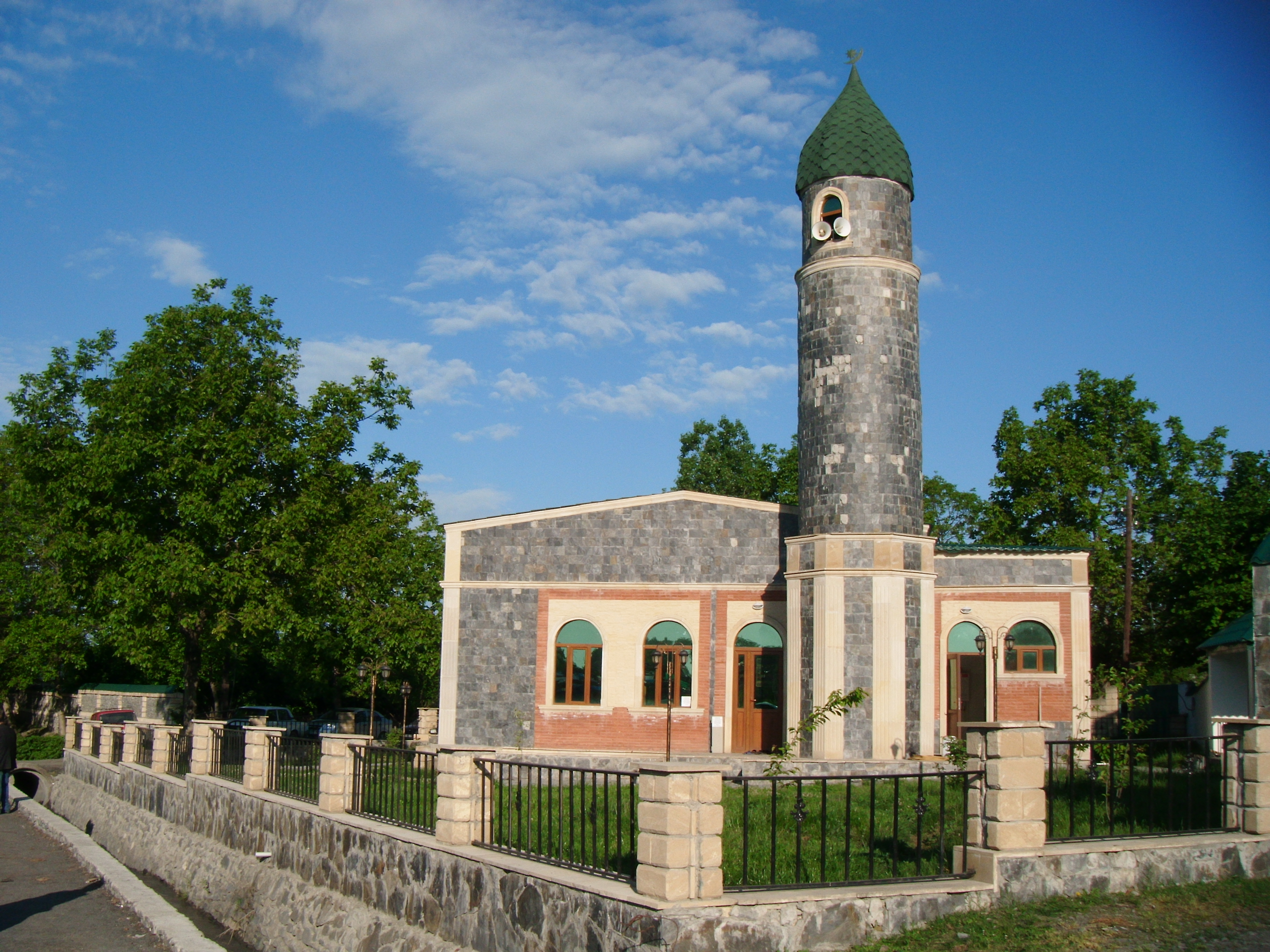
Мечеть в махалля Йалгашлы
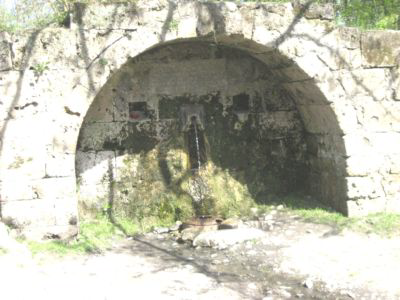
Нидж (квартал Ташпулаг). Родник (один из самых известных и древнейших родников Ниджа)